# James Glaisher
James Glaisher FRS (Fellow of the Royal Society) (født 7. april 1809 i Rotherhithe, London SE; død 7. februar 1903 i Croydon, Surrey) var en engelsk meteorolog, aeronaut og astronom .
Glaisher var søn af en London-urmager, og var juniorassistent ved Cambridge Observatory fra 1833 til 1835 før han flyttede til Royal Observatory, Greenwich, hvor han tjente som Superintendent for Department of Meteorology og Magnetisme i Greenwich i 34 år.

## Liv og levned
Født i Rotherhithe, søn af en London-urmager,  Glaisher var juniorassistent ved Cambridge Observatory fra 1833 til 1835 før han flyttede til Royal Observatory, Greenwich, hvor han tjente som Superintendent for Department of Meteorology og Magnetisme i Greenwich i 34 år.
I 1845 udgav Glaisher sine dugpunktstabeller til måling af fugtighed . Han blev valgt til Fellow of the Royal Society i juni 1849. 
Han var et stiftende medlem af Meteorological Society (1850) og Aeronautical Society of Great Britain (1866). Han var præsident for Royal Meteorological Society fra 1867 til 1868. Glaisher blev valgt til medlem af The Photographic Society, senere Royal Photographic Society, i 1854 og fungerede som selskabets præsident i 1869-1874 og 1875-1892.  Han forblev medlem indtil sin død. Han var også præsident for Royal Microscopical Society . Han er mest kendt som en banebrydende ballonist. Mellem 1862 og 1866, normalt med Henry Tracey Coxwell som sin andenpilot, foretog Glaisher adskillige stigninger for at måle atmosfærens temperatur og fugtighed i de største højder, der kunne opnås på det tidspunkt.
Deres opstigning den 5. september 1862 slog verdensrekorden for højde, men han besvimede omkring 8.800 meter (28.900 fod), før en aflæsning kunne foretages. En af duerne, der tog turen med ham, døde.  Skøn tyder på, at han steg til mere end 9.500 meter (31.200 fod) og så meget som 10.900 meter (35.800 fod) over havets overflade.    Glaisher mistede bevidstheden under opstigningen, og Coxwell mistede al fornemmelse i sine hænder. Ventilledningen var blevet viklet ind, så han var ude af stand til at frigøre mekanismen; med stor indsats klatrede han op på riggen og var endelig i stand til at frigøre udluftningen, inden han mistede bevidstheden. Dette gjorde det muligt for ballonen at falde ned til en lavere højde. 
Glaisher boede på 20 Dartmouth Hill, Blackheath, London, hvor der er en blå plakette i hans minde.
De to foretog yderligere flyvninger. Ifølge Smithsonian Institution medbragte Glaisher sarte instrumenter til at måle luftens temperatur, barometertryk og kemiske sammensætning. Han registrerede endda sin egen puls i forskellige højder". 
I 1871 sørgede Glaisher for udgivelsen af sin bog om ballonflyvningerne, Travels in the Air, en samling rapporter fra hans eksperimenter. For at sikre, at adskillige medlemmer af offentligheden ville lære af hans erfaringer, inkluderede han "detaljerede tegninger og kort, farverige beretninger om hans eventyr og livlige beskrivelser af hans præcise observationer", ifølge en rapport. 
Han døde i Croydon, Surrey i 1903, 93 år gammel.

## Familie
I 1843 giftede han sig med Cecilia Louisa Belville, en datter af Henry Belville, assistent ved Royal Observatory, Greenwich. James og Cecilia havde to sønner: Ernest Glaisher og matematikeren James Whitbread Lee Glaisher (1848-1928), og en datter: Cecilia Appelina (1845-1932).

## Anerkendelse
Et månekrater er opkaldt efter ham. Navnet blev godkendt af IAU i 1935. 

## I populærkulturen
FilmenThe Aeronauts, udgivet i 2019, inkluderer en fiktiv beretning om flyvningen den 5. september 1862. Filmen skildrer den fiktive pilot Amelia Wren (spillet af Felicity Jones ), der slutter sig til Glaisher (spillet af Eddie Redmayne ) i en episk kamp for overlevelse, mens han forsøger at gøre opdagelser i en gasballon .  Filmen udelader Henry Coxwell fuldstændigt  af fortællingen, som i stedet dramatiseres med Wren som pilot. 
En rapport i The Daily Telegraph citerer Keith Moore, bibliotekschef i Royal Society for at sige: "Det er en stor skam, at Henry ikke bliver portrætteret, fordi han præsterede meget godt og reddede livet på en førende videnskabsmand". 